# Eduardo Picher Peña
Eduardo Picher Peña (* Lima, 12 de agosto de 1920 - 30 de noviembre de 2002) fue un sacerdote católico peruano. Primer Obispo del Callao.
Fue ordenado sacerdote en 1944. 
Fue preconizado primer Obispo del Callao el 3 de agosto de 1967 por el papa Paulo VI, y consagrado  Obispo el 8 de septiembre de 1967. 
En su pontificado en el Callao fortaleció el apostolado a través de constantes visitas a las parroquias, a los centros educativos y a diversas instituciones civiles. Fundó congregaciones y dio un nuevo impulso a las hermandades.
Luego es trasladado al arzobispado de Huancayo en 1971.
Nombrado posteriormente Obispo Castrense del Perú (1984 – 1995).  
Sus restos fueron depositados en la cripta de la Catedral de San José del Callao.
Lema Episcopal: “Ubi Charitas, Ibi Dominus” – “Donde hay amor, allí está el Señor